# Штик-юнкер
Штик-юнкер — військові звання XIII класу в артилерії та інженерних військах Російської імператорської армії, за своїм правовим статусом дорівнювало званню прапорщик у піхоті.

## Історія звання
Чин введений Петром I у 1712 році, існував у російській армії майже все XVIII століття — з 1712 по 1796 рік. Означав самого молодшого командира в артилерійських та інженерних частинах. Назва походить від швед. Styckjunkar.
Звання надавалося військовослужбовцям, які були кандидатами на присвоєння першого обер-офіцерського звання, пізніше також — для тих хто проходить курс наук у військових навчальних закладах (військових і юнкерських училищах, школах) Російської імперії. Крім штик-юнкера в артилерії та інженерних військах існували аналогічні їм за змістом звання юнкерів в піхоті, естандарт-юнкера у важкій кавалерії і фанен-юнкера — легкій кавалерії. При цьому звання штик-юнкера було введено Статутом 1716 року як аналог звання прапорщика для артилерії, за статусом було вище фельдцейх-вартера і нижче поручика, після прийняття Табеля про ранги штик-юнкер до 1765 року відносився до XIII класу, тобто за статусом був вище армійського прапорщика, але нижче підпоручика, після введення звання прапорщика в артилерії — відносився до скасування звання в 1826 році на один клас нижче і прирівнювався до армійського прапорщика, що давало штик-юнкерам право на отримання спадкового дворянства. Таким чином звання, задумане спочатку як звання для кандидатів у обер-офіцери артилерії, фактично стало звичайним обер-офіцерським званням.